# Choi Yul
Yul Choi es un activista, ambientalista y organizador surcoreano. Presidió el Movimiento Anti-Polución Coreano en 1988 y lideró la Federación Coreana para el Movimiento Ambiental en 1993. Recibió el Global 500 Roll of Honor en 1994 y el Premio Ambiental Goldman en 1995.
En 2013 fue sentenciado a un año de prisión por su trabajo contra el proyecto Four Rivers, un proyecto defendido por el gobierno. Fue liberado a comienzos de 2014.
Es el presidente de Korea Green Foundation.

## Reconocimientos
- 2010: Premio al Embajador Cultural - Green Planet Movie Awards
- 1999: Premio “World’s 15 Civil Activists” de la revista Worldwatch
- 1997: Reconocimiento nacional en conmemoración del Día Mundial del medio Ambiente.
- 1995: Premio Ambiental Goldman
- 1994: Global 500 Roll of Honor del Programa de medio Ambiente de las Naciones Unidas
- 1993: Premio "Derechos Civiles" de la Asociación de Abogados de Seúl

## Publicaciones
- 2010  : Study Book of Climate Change
- 2009  : My life with Environmental Actions for 33 years ISBN 9788984985889
- 2007  : Boomerang Effect of Global Warming / Yul Choi’s Stories about Global Warming
- 2002  : Global Environmental Story of Yul Choi 1,2
- 1996  : Everything which is Living is Beautiful.
- 1994(1,2) 1997(3)  : Our Environmental Story 1,2,3
- 1988  : Multi-Pollution - novela
- 1986  : Pollution Map of Korea